# B. Raman
Bahukutumbi Raman (aussi connu sous le nom de B. Raman), né le 14 août 1936, et mort le 16 juin 2013 à Chennai, est un homme politique indien. Il fut secrétaire adjoint honoraire du secrétariat du cabinet du gouvernement indien et ancien chef de la division de contre-terrorisme de l'agence indienne de renseignement extérieur RAW.
Il fut directeur de l’Institute for Topical Studies à Chennai. B. Raman collabora également au South Asia Analysis Group (SAAG). En tant qu’ancien responsable du renseignement indien, B. Raman écrivait régulièrement des articles sur des questions de sécurité, de contre-terrorisme et militaires concernant l’Inde et l’Asie du Sud.